# Gewerkschaft Leder
Gewerkschaft Leder (skrót: GL; pol. Związek Zawodowy dla Przemysłu Skórzanego) – niemiecki związek zawodowy; nieistniejący. Należał do DGB i miał siedzibę w Stuttgarcie.
Związek GL został założony w 1949 roku w Kornwestheim.
W roku 1997 organizacja zjednoczyła się ze związkami: IG Bergbau und Energie (IGBE) oraz IG Chemie, Papier, Keramik (IGCPK), w wyniku czego powstał związek IG Bergbau, Chemie, Energie (IGBCE).

## Przewodniczący związku GL
- 1949–1959: Philipp Mittwich
- 1959 - 1976: Adolf Mirkes
- 1976–1980: Gerhard Wilhelm van Haaren
- 1980–1983: Helmut Teitzel
- 1983–1985: Wilhelm Kappelmann
- 1985–1997: Werner Dick